# Inspire (magasin)
Inspire er et engelsksproget online-magasin som er oprettet af organisationen Al-Qaeda på Den Arabiske Halvø (AQAP).
Formålet med magasinet er at udbringe organisationes budskaber via internettet.
Magasinet er et politisk værktøj for Al-Qaeda, som ad denne vej retter deres krigsførelse, mod amerikanske og vestlige regeringer, med det formål at inspirere til lokal terrorisme.

## Ekstern henvisning
- Aol News – Jihadist Magazine Not Very Inspired

| Anime eller manga | Spire Denne artikel om medie og kommunikation er en spire som bør udbygges. Du er velkommen til at hjælpe Wikipedia ved at udvide den. |